# Seigo Tada
Seigo Tada (多田正剛?, Tada Seigo; Kyoto, 18 febbraio 1922 – Himeji, 18 settembre 1997) è stato un karateka e maestro di karate giapponese.

## Biografia
Seigo Tada (1922-1997), è stato il fondatore del Karate Gojuryu Seigokan.
Gran Maestro (8º Dan), Hanshi, è nato a Kyoto (Giappone), il 18 febbraio 1922.
Nel 1937, impara le arti marziali cinesi interne (Kempo cinese), con Ching Lou a Shanghai.
Unisce l'università Ritsumeikan a Kyoto nel 1939 e il suo club di karate. Lì, ha studiato l'essenza del Goju-ryu Karate-Do con Chōjun Miyagi.
Crea la sua propria organizzazione nel 1945, poco dopo la seconda guerra mondiale, la Nihon Seigokan Doshikai.
È la più grande associazione di Karate Gojuryu in Giappone, con più di 200.000 membri, negli anni '60 e '70.
È morto per infarto miocardico nel settembre 1997, nelle braccia di Shihan Makino Kunisan, nel Hombu Dojo (sede centrale), in Himeji, Giappone.